# ساندي كامبل
ساندي كامبل (بالإنجليزية: Sandy Campbell)‏ هو راكب الكنو أمريكي، ولد في 26 فبراير 1946.

## وصلات خارجية
- ساندي كامبل على موقع أوليمبيديا (الإنجليزية)